# Vuelta a España 2019
La 74.ª edición de la Vuelta a España se celebró entre el 24 de agosto y el 15 de septiembre de 2019, con inicio en las Salinas de la ciudad alicantina de Torrevieja y final en Madrid. El recorrido constó de un total de 21 etapas sobre una distancia total de 3272,2 km.
La carrera hizo parte del circuito UCI WorldTour 2019 dentro de la categoría 2.UWT. El vencedor de la clasificación general fue el esloveno Primož Roglič del Jumbo-Visma. Completaron el podio el español Alejandro Valverde del Movistar y el también esloveno Tadej Pogačar del UAE Emirates.

## Equipos participantes
Para otros detalles, ver sección: Ciclistas participantes y posiciones finales
Tomaron la partida un total de 22 equipos, de los cuales asisten por derecho propio los dieciocho equipos de categoría UCI WorldTeam y cuatro equipos de categoría Profesional Continental, quienes conformaron un pelotón de 176 ciclistas de los cuales terminaron 153. Los equipos participantes fueron: 
| WorldTeams (18)- AG2R La Mondiale - Astana - Bahrain-Merida - Bora-hansgrohe - CCC Team - Dimension Data - EF Education First - Groupama-FDJ - Team Jumbo-Visma - Lotto Soudal - Mitchelton-Scott - Movistar Team - Deceuninck-Quick Step - Katusha-Alpecin - Ineos - Team Sunweb - Trek-Segafredo - UAE Team Emirates Equipos continentales profesionales (4)- Burgos-BH - Caja Rural-Seguros RGA - Cofidis, Solutions Crédits - Euskadi Basque Country-Murias |
| |

## Favoritos
Primož Roglič (29 años). El ciclista esloveno  del Jumbo-Visma terminó tercero en el Giro de este año y corría  por primera vez la vuelta. Fue el ganador.
 Miguel Ángel López (25 años). Quedó séptimo en el Giro 2019 y buscaba mejorar la tercera posición que obtuvo el año pasado en la vuelta.
 Steven Kruijswijk (32 años). Reciente podio del Tour de Francia en el tercer lugar, buscaba mejorar la cuarta posición que obtuvo en la vuelta del año anterior. Será una de las bazas del Jumbo-Visma junto con Roglič.
 Alejandro Valverde (39 años). Seis veces ha subido al podio de la Vuelta el murciano, incluyendo la victoria en 2009. El año pasado, pese a su edad, logró ser el mejor ciclista del ranking mundial de la UCI.
 Nairo Quintana (29 años). Ganador de la vuelta en 2016, aspiraba terminar de la mejor manera su vinculación con el Movistar, logrando su segunda victoria en la ronda ibérica. Aunque sus antecedentes de los dos últimos años no han sido los mejores, no se le podía descartar.
Otros ciclistas a seguir fueron: Ion Izagirre, Fabio Aru, Wilco Kelderman, los colombianos Rigoberto Urán y Esteban Chaves, y finalmente los jóvenes Tadej Pogačar y Tao Geoghegan Hart.

## Recorrido
| Etapa      | Fecha     | Recorrido                                          | type                     | Distancia (km) | Ganador            | Líder              |
| ---------- | --------- | -------------------------------------------------- | ------------------------ | -------------- | ------------------ | ------------------ |
| 1.ª etapa  | 24 de ago | Torrevieja – Torrevieja                            | contrarreloj por equipos | 13,4           | Astana             | Miguel Ángel López |
| 2.ª etapa  | 25 de ago | Benidorm – Calpe                                   | etapa de media montaña   | 199,6          | Nairo Quintana     | Nicolas Roche      |
| 3.ª etapa  | 26 de ago | Ibi – Alicante                                     | etapa llana              | 188            | Sam Bennett        | Nicolas Roche      |
| 4.ª etapa  | 27 de ago | Cullera – El Puig de Santa Maria                   | etapa llana              | 175,5          | Fabio Jakobsen     | Nicolas Roche      |
| 5.ª etapa  | 28 de ago | La Eliana – Observatorio Astrofísico de Javalambre | etapa de media montaña   | 170,7          | Ángel Madrazo      | Miguel Ángel López |
| 6.ª etapa  | 29 de ago | Mora de Rubielos – Ares del Maestre                | etapa de media montaña   | 198,9          | Jesús Herrada      | Dylan Teuns        |
| 7.ª etapa  | 30 de ago | Onda – Lucena del Cid                              | etapa de montaña         | 183,2          | Alejandro Valverde | Miguel Ángel López |
| 8.ª etapa  | 31 de ago | Valls – Igualada                                   | etapa de media montaña   | 166,9          | Nikias Arndt       | Nicolas Edet       |
| 9.ª etapa  | 1 de sep  | Andorra la Vieja – Els Cortals d'Encamp            | etapa de montaña         | 94,4           | Tadej Pogačar      | Nairo Quintana     |
|            | 2 de sep  | Día de descanso                                    | Día de descanso          |                |                    |                    |
| 10.ª etapa | 3 de sep  | Jurançon – Pau                                     | contrarreloj individual  | 36,2           | Primož Roglič      | Primož Roglič      |
| 11.ª etapa | 4 de sep  | Saint-Palais – Urdax                               | etapa de media montaña   | 180            | Mikel Iturria      | Primož Roglič      |
| 12.ª etapa | 5 de sep  | Los Arcos – Bilbao                                 | etapa de media montaña   | 171,4          | Philippe Gilbert   | Primož Roglič      |
| 13.ª etapa | 6 de sep  | Bilbao – Los Machucos                              | etapa de montaña         | 166,4          | Tadej Pogačar      | Primož Roglič      |
| 14.ª etapa | 7 de sep  | San Vicente de la Barquera – Oviedo                | etapa llana              | 188            | Sam Bennett        | Primož Roglič      |
| 15.ª etapa | 8 de sep  | Tineo – Santuario de la Virgen del Acebo           | etapa de montaña         | 154,4          | Sepp Kuss          | Primož Roglič      |
| 16.ª etapa | 9 de sep  | Pravia – Puerto de La Cubilla                      | etapa de montaña         | 144,4          | Jakob Fuglsang     | Primož Roglič      |
|            | 10 de sep | Día de descanso                                    | Día de descanso          |                |                    |                    |
| 17.ª etapa | 11 de sep | Aranda de Duero – Guadalajara                      | etapa llana              | 219,6          | Philippe Gilbert   | Primož Roglič      |
| 18.ª etapa | 12 de sep | Colmenar Viejo – Becerril de la Sierra             | etapa de montaña         | 177,5          | Sergio Higuita     | Primož Roglič      |
| 19.ª etapa | 13 de sep | Ávila – Toledo                                     | etapa llana              | 165,2          | Rémi Cavagna       | Primož Roglič      |
| 20.ª etapa | 14 de sep | Arenas de San Pedro – Plataforma de Gredos         | etapa de montaña         | 190,4          | Tadej Pogačar      | Primož Roglič      |
| 21.ª etapa | 15 de sep | Fuenlabrada – Madrid                               | etapa llana              | 106,6          | Fabio Jakobsen     | Primož Roglič      |

## Clasificaciones finales
Las clasificaciones finalizaron de la siguiente forma:

### Clasificación general
| \| Clasificación general \| Clasificación general \| Clasificación general \| Clasificación general \| Clasificación general \| \| Ciclista \| Ciclista \| Equipo \| Tiempo \| \| \| --------------------- \| --------------------- \| -------------------------- \| --------------------- \| --------------------- \| \| 1.º \| Primož Roglič \| Team Jumbo-Visma \| 83 h 07 min 31 s \| \| \| 2.º \| Alejandro Valverde \| Movistar Team \| + 2 min 16 s \| \| \| 3.º \| Tadej Pogačar \| UAE Team Emirates \| + 2 min 38 s \| \| \| 4.º \| Nairo Quintana \| Movistar Team \| + 3 min 29 s \| \| \| 5.º \| Miguel Ángel López \| Astana \| + 4 min 31 s \| \| \| 6.º \| Rafał Majka \| Bora-Hansgrohe \| + 7 min 16 s \| \| \| 7.º \| Wilco Kelderman \| Team Sunweb \| + 9 min 47 s \| \| \| 8.º \| Carl Fredrik Hagen \| Lotto-Soudal \| + 12 min 54 s \| \| \| 9.º \| Marc Soler \| Movistar Team \| + 22 min 10 s \| \| \| 10.º \| Mikel Nieve \| Mitchelton-Scott \| + 22 min 17 s \| \| \| 11.º \| James Knox \| Deceuninck-Quick Step \| + 22 min 52 s \| \| \| 12.º \| Dylan Teuns \| Bahrain-Merida \| + 23 min 49 s \| \| \| 13.º \| Jakob Fuglsang \| Astana \| + 26 min 32 s \| \| \| 14.º \| Sergio Higuita \| EF Education First \| + 32 min 17 s \| \| \| 15.º \| Hermann Pernsteiner \| Bahrain-Merida \| + 33 min 23 s \| \| \| 16.º \| Ion Izagirre \| Astana \| + 42 min 00 s \| \| \| 17.º \| Ruben Guerreiro \| Katusha-Alpecin \| + 42 min 05 s \| \| \| 18.º \| Nicolas Edet \| Cofidis, Solutions Crédits \| + 46 min 07 s \| \| \| 19.º \| Esteban Chaves \| Mitchelton-Scott \| + 52 min 46 s \| \| \| 20.º \| Tao Geoghegan Hart \| Team Ineos \| + 1 h 04 min 04 s \| \| |                     |                            |                   |
| |                     |                            |                   |
| Fuente: ProCyclingStats |                     |                            |                   |
| Clasificación general |                     |                            |                   |
| Ciclista | Ciclista            | Equipo                     | Tiempo            |
| 1.º | Primož Roglič       | Team Jumbo-Visma           | 83 h 07 min 31 s  |
| 2.º | Alejandro Valverde  | Movistar Team              | + 2 min 16 s      |
| 3.º | Tadej Pogačar       | UAE Team Emirates          | + 2 min 38 s      |
| 4.º | Nairo Quintana      | Movistar Team              | + 3 min 29 s      |
| 5.º | Miguel Ángel López  | Astana                     | + 4 min 31 s      |
| 6.º | Rafał Majka         | Bora-Hansgrohe             | + 7 min 16 s      |
| 7.º | Wilco Kelderman     | Team Sunweb                | + 9 min 47 s      |
| 8.º | Carl Fredrik Hagen  | Lotto-Soudal               | + 12 min 54 s     |
| 9.º | Marc Soler          | Movistar Team              | + 22 min 10 s     |
| 10.º | Mikel Nieve         | Mitchelton-Scott           | + 22 min 17 s     |
| 11.º | James Knox          | Deceuninck-Quick Step      | + 22 min 52 s     |
| 12.º | Dylan Teuns         | Bahrain-Merida             | + 23 min 49 s     |
| 13.º | Jakob Fuglsang      | Astana                     | + 26 min 32 s     |
| 14.º | Sergio Higuita      | EF Education First         | + 32 min 17 s     |
| 15.º | Hermann Pernsteiner | Bahrain-Merida             | + 33 min 23 s     |
| 16.º | Ion Izagirre        | Astana                     | + 42 min 00 s     |
| 17.º | Ruben Guerreiro     | Katusha-Alpecin            | + 42 min 05 s     |
| 18.º | Nicolas Edet        | Cofidis, Solutions Crédits | + 46 min 07 s     |
| 19.º | Esteban Chaves      | Mitchelton-Scott           | + 52 min 46 s     |
| 20.º | Tao Geoghegan Hart  | Team Ineos                 | + 1 h 04 min 04 s |

### Clasificación por puntos
| Clasificación por puntos | Clasificación por puntos | Clasificación por puntos | Clasificación por puntos | Clasificación por puntos |
| Ciclista                 | Ciclista                 | Equipo                   | Puntos                   |                          |
| ------------------------ | ------------------------ | ------------------------ | ------------------------ | ------------------------ |
| 1.º                      | Primož Roglič            | Team Jumbo-Visma         | 155 pts                  |                          |
| 2.º                      | Tadej Pogačar            | UAE Team Emirates        | 136 pts                  |                          |
| 3.º                      | Sam Bennett              | Bora-Hansgrohe           | 134 pts                  |                          |
| 4.º                      | Alejandro Valverde       | Movistar Team            | 132 pts                  |                          |
| 5.º                      | Nairo Quintana           | Movistar Team            | 100 pts                  |                          |
| 6.º                      | Miguel Ángel López       | Astana                   | 76 pts                   |                          |
| 7.º                      | Philippe Gilbert         | Deceuninck-Quick Step    | 73 pts                   |                          |
| 8.º                      | Dylan Teuns              | Bahrain-Merida           | 69 pts                   |                          |
| 9.º                      | Tosh Van der Sande       | Lotto-Soudal             | 63 pts                   |                          |
| 10.º                     | Sergio Higuita           | EF Education First       | 62 pts                   |                          |

### Clasificación de la montaña
| Clasificación de la montaña | Clasificación de la montaña | Clasificación de la montaña   | Clasificación de la montaña | Clasificación de la montaña |
| Ciclista                    | Ciclista                    | Equipo                        | Puntos                      |                             |
| --------------------------- | --------------------------- | ----------------------------- | --------------------------- | --------------------------- |
| 1.º                         | Geoffrey Bouchard           | AG2R La Mondiale              | 76 pts                      |                             |
| 2.º                         | Ángel Madrazo               | Burgos-BH                     | 44 pts                      |                             |
| 3.º                         | Sergio Samitier             | Euskadi Basque Country-Murias | 42 pts                      |                             |
| 4.º                         | Tadej Pogačar               | UAE Team Emirates             | 38 pts                      |                             |
| 5.º                         | Tao Geoghegan Hart          | Team Ineos                    | 35 pts                      |                             |
| 6.º                         | Wout Poels                  | Team Ineos                    | 31 pts                      |                             |
| 7.º                         | Alejandro Valverde          | Movistar Team                 | 29 pts                      |                             |
| 8.º                         | Sergio Luis Henao           | UAE Team Emirates             | 27 pts                      |                             |
| 9.º                         | Jakob Fuglsang              | Astana                        | 24 pts                      |                             |
| 10.º                        | Mikel Bizkarra              | Euskadi Basque Country-Murias | 22 pts                      |                             |

### Clasificación de los jóvenes
| Clasificación del mejor joven | Clasificación del mejor joven | Clasificación del mejor joven | Clasificación del mejor joven | Clasificación del mejor joven |
| Ciclista                      | Ciclista                      | Equipo                        | Tiempo                        |                               |
| ----------------------------- | ----------------------------- | ----------------------------- | ----------------------------- | ----------------------------- |
| 1.º                           | Tadej Pogačar                 | UAE Team Emirates             | 83 h 10 min 09 s              |                               |
| 2.º                           | Miguel Ángel López            | Astana                        | + 1 min 53 s                  |                               |
| 3.º                           | James Knox                    | Deceuninck-Quick Step         | + 20 min 14 s                 |                               |
| 4.º                           | Sergio Higuita                | EF Education First            | + 29 min 39 s                 |                               |
| 5.º                           | Ruben Guerreiro               | Katusha-Alpecin               | + 39 min 27 s                 |                               |
| 6.º                           | Tao Geoghegan Hart            | Team Ineos                    | + 1 h 01 min 26 s             |                               |
| 7.º                           | Kilian Frankiny               | Groupama-FDJ                  | + 1 h 09 min 04 s             |                               |
| 8.º                           | Óscar Rodríguez Garaicoechea  | Euskadi Basque Country-Murias | + 1 h 10 min 36 s             |                               |
| 9.º                           | Ben O'Connor                  | Dimension Data                | + 1 h 23 min 15 s             |                               |
| 10.º                          | Sepp Kuss                     | Team Jumbo-Visma              | + 1 h 32 min 55 s             |                               |

### Clasificación por equipos
| Clasificación por equipos | Clasificación por equipos     | Clasificación por equipos | Clasificación por equipos |
| Equipo                    | Equipo                        | Tiempo                    |                           |
| ------------------------- | ----------------------------- | ------------------------- | ------------------------- |
| 1.º                       | Movistar Team                 | 248 h 26 min 24 s         |                           |
| 2.º                       | Astana                        | + 51 min 38 s             |                           |
| 3.º                       | Team Jumbo-Visma              | + 2 h 04 min 33 s         |                           |
| 4.º                       | Mitchelton-Scott              | + 2 h 26 min 47 s         |                           |
| 5.º                       | AG2R La Mondiale              | + 3 h 14 min 43 s         |                           |
| 6.º                       | Team Sunweb                   | + 3 h 20 min 18 s         |                           |
| 7.º                       | Euskadi Basque Country-Murias | + 3 h 39 min 09 s         |                           |
| 8.º                       | Bahrain-Merida                | + 3 h 45 min 14 s         |                           |
| 9.º                       | Dimension Data                | + 3 h 56 min 09 s         |                           |
| 10.º                      | Ineos                         | + 4 h 01 min 02 s         |                           |

## Evolución de las clasificaciones
| Etapa                   |                          | Ganador _          | Clasificación general | Puntos         | Montaña           | Jóvenes            | Combatividad       | Equipo        |
| ----------------------- | ------------------------ | ------------------ | --------------------- | -------------- | ----------------- | ------------------ | ------------------ | ------------- |
| 1.ª etapa               | contrarreloj por equipos | Astana             | Miguel Ángel López    | no otorgado    | no otorgado       | Miguel Ángel López | no otorgado        | Astana        |
| 2.ª etapa               | etapa de media montaña   | Nairo Quintana     | Nicolas Roche         | Nairo Quintana | Ángel Madrazo     | Miguel Ángel López | Ángel Madrazo      | Team Sunweb   |
| 3.ª etapa               | etapa llana              | Sam Bennett        | Nicolas Roche         | Nairo Quintana | Ángel Madrazo     | Miguel Ángel López | Ángel Madrazo      | Team Sunweb   |
| 4.ª etapa               | etapa llana              | Fabio Jakobsen     | Nicolas Roche         | Sam Bennett    | Ángel Madrazo     | Miguel Ángel López | Jorge Cubero       | Team Sunweb   |
| 5.ª etapa               | etapa de media montaña   | Ángel Madrazo      | Miguel Ángel López    | Sam Bennett    | Ángel Madrazo     | Miguel Ángel López | José Herrada       | Movistar Team |
| 6.ª etapa               | etapa de media montaña   | Jesús Herrada      | Dylan Teuns           | Sam Bennett    | Ángel Madrazo     | Miguel Ángel López | Jesús Herrada      | Movistar Team |
| 7.ª etapa               | etapa de montaña         | Alejandro Valverde | Miguel Ángel López    | Nairo Quintana | Ángel Madrazo     | Miguel Ángel López | Sergio Luis Henao  | Movistar Team |
| 8.ª etapa               | etapa de media montaña   | Nikias Arndt       | Nicolas Edet          | Nairo Quintana | Ángel Madrazo     | Miguel Ángel López | David de la Cruz   | Movistar Team |
| 9.ª etapa               | etapa de montaña         | Tadej Pogačar      | Nairo Quintana        | Nairo Quintana | Ángel Madrazo     | Miguel Ángel López | Geoffrey Bouchard  | Movistar Team |
| 10.ª etapa              | contrarreloj individual  | Primož Roglič      | Primož Roglič         | Primož Roglič  | Ángel Madrazo     | Miguel Ángel López | Primož Roglič      | Movistar Team |
| 11.ª etapa              | etapa de media montaña   | Mikel Iturria      | Primož Roglič         | Primož Roglič  | Ángel Madrazo     | Miguel Ángel López | Alex Aranburu      | Movistar Team |
| 12.ª etapa              | etapa de media montaña   | Philippe Gilbert   | Primož Roglič         | Primož Roglič  | Ángel Madrazo     | Miguel Ángel López | Philippe Gilbert   | Movistar Team |
| 13.ª etapa              | etapa de montaña         | Tadej Pogačar      | Primož Roglič         | Primož Roglič  | Ángel Madrazo     | Tadej Pogačar      | Héctor Sáez Benito | Movistar Team |
| 14.ª etapa              | etapa llana              | Sam Bennett        | Primož Roglič         | Primož Roglič  | Ángel Madrazo     | Tadej Pogačar      | Diego Rubio        | Movistar Team |
| 15.ª etapa              | etapa de montaña         | Sepp Kuss          | Primož Roglič         | Primož Roglič  | Ángel Madrazo     | Tadej Pogačar      | Sergio Samitier    | Movistar Team |
| 16.ª etapa              | etapa de montaña         | Jakob Fuglsang     | Primož Roglič         | Primož Roglič  | Geoffrey Bouchard | Tadej Pogačar      | Ángel Madrazo      | Movistar Team |
| 17.ª etapa              | etapa llana              | Philippe Gilbert   | Primož Roglič         | Primož Roglič  | Geoffrey Bouchard | Tadej Pogačar      | Nairo Quintana     | Movistar Team |
| 18.ª etapa              | etapa de montaña         | Sergio Higuita     | Primož Roglič         | Primož Roglič  | Geoffrey Bouchard | Miguel Ángel López | Sergio Higuita     | Movistar Team |
| 19.ª etapa              | etapa llana              | Rémi Cavagna       | Primož Roglič         | Primož Roglič  | Geoffrey Bouchard | Miguel Ángel López | Rémi Cavagna       | Movistar Team |
| 20.ª etapa              | etapa de montaña         | Tadej Pogačar      | Primož Roglič         | Primož Roglič  | Geoffrey Bouchard | Tadej Pogačar      | Tao Geoghegan Hart | Movistar Team |
| 21.ª etapa              | etapa llana              | Fabio Jakobsen     | Primož Roglič         | Primož Roglič  | Geoffrey Bouchard | Tadej Pogačar      | no otorgado        | Movistar Team |
| Clasificaciones finales | Clasificaciones finales  |                    | Primož Roglič         | Primož Roglič  | Geoffrey Bouchard | Tadej Pogačar      | Miguel Ángel López | Movistar Team |

## Ciclistas participantes y posiciones finales
Convenciones:
- AB-N: Abandono en la etapa N
- FLT-N: Retiro por llegada fuera del límite de tiempo en la etapa N
- NTS-N: No tomó la salida para la etapa N
- DES-N: Descalificado o expulsado en la etapa N

## UCI World Ranking
La Vuelta a España otorgó puntos para el UCI World Ranking para corredores de los equipos en las categorías UCI WorldTeam y Profesional Continental. Las siguientes tablas muestran el baremo de puntuación y los 10 corredores que obtuvieron más puntos:
| Posición              | 1.º | 2.º | 3.º | 4.º | 5.º | 6.º | 7.º | 8.º | 9.º | 10.º | 11.º | 12.º | 13.º | 14.º | 15.º | 16.º | 17.º | 18.º | 19.º | 20.º | 21.º-25.º | 26.º-30.º | 31.º-40.º | 41.º-50.º | 51.º-55.º | 56.º-60.º |
| Clasificación general | 850 | 680 | 575 | 460 | 380 | 320 | 260 | 220 | 180 | 140  | 120  | 100  | 84   | 68   | 60   | 56   | 52   | 48   | 44   | 40   | 32        | 24        | 20        | 16        | 12        | 8         |
| Por etapa             | 100 | 40  | 20  | 12  | 4   |     |     |     |     |      |      |      |      |      |      |      |      |      |      |      |           |           |           |           |           |           |
| Líder                 | 20  |     |     |     |     |     |     |     |     |      |      |      |      |      |      |      |      |      |      |      |           |           |           |           |           |           |

| Clasificación |                    |                       |         |       |       |       |
| Ciclista      | Ciclista           | Equipo                | General | Etapa | Líder | Total |
| ------------- | ------------------ | --------------------- | ------- | ----- | ----- | ----- |
| 1.º           | Primož Roglič      | Jumbo-Visma           | 850     | 264   | 220   | 1334  |
| 2.º           | Tadej Pogačar      | UAE Emirates          | 575     | 300   | -     | 875   |
| 3.º           | Alejandro Valverde | Movistar              | 680     | 192   | -     | 872   |
| 4.º           | Nairo Quintana     | Movistar              | 460     | 156   | 20    | 636   |
| 5.º           | Miguel Ángel López | Astana                | 380     | 48,5  | 60    | 488,5 |
| 6.º           | Sam Bennett        | Bora-Hansgrohe        | -       | 360,5 | -     | 360,5 |
| 7.º           | Rafał Majka        | Bora-Hansgrohe        | 320     | 36,5  | -     | 356,5 |
| 8.º           | Wilco Kelderman    | Sunweb                | 260     | 6,5   | -     | 266,5 |
| 9.º           | Philippe Gilbert   | Deceuninck-Quick Step | 20      | 217   | -     | 237   |
| 10.º          | Carl Fredrik Hagen | Lotto Soudal          | 220     | -     | -     | 220   |